# Неворотин, Вадим Кириллович
Неворотин Вадим Кириллович (род. 21 февраля 1941, Великие Луки, Калининская область) — советский и российский альпинист, мастер спорта, инструктор Ι-й категории, тренер-спасатель, «Снежный барс», кавалер орденов «Эдельвейс» 1-й и 2-й степени. Чемпион и призер чемпионатов СССР, России и Москвы.

## Биография
Прямой потомок Неворотиных — потомственных почётных граждан России из города Бежецк Тверской области. Родители: отец — Неворотин Кирилл Петрович, учитель по математики, мать — Неворотина Вера Михайловна, учитель по биологии и химии, г. Сочи.
В 1966 году закончил МГТУ им. Н. Э. Баумана по специальности «Физико-энергетические установки». Является признанным специалистом по управлению и защите ядерных реакторов гражданского и военного назначения, радиационному материаловедению нейтронно-поглощающих материалов. Кандидат технических наук.
Имеет более 100 научных трудов, автор 49 изобретений. Награжден орденом «Знак Почета», медалями «За доблестный труд. В честь 100-летия со дня рождения В. И. Ленина», «Ветеран труда», «850-летия Москвы», «За мужество в спасении». Имеет звание «Ветеран атомной промышленности». Трудовой стаж 55 лет.
Альпинизмом занимается с 1953 г. по настоящее время. Совершил более 120 восхождений на Кавказе, Памире, Тянь-Шане, Алтае, Камчатке, Приполярном Урале, Карпатах, Крыму, Японии, Аляске, Скалистых горах, Чукотке, Гималаях, Новой Зеландии, Андах, Альпах и Патагонии, в том числе более 40 восхождений 5-6 к. сл.
Совершил 14 восхождений на вершины выше 7000 м, в том числе на пик Коммунизма (7495 м) пять раз по различным маршрутам. Является автором маршрутов высшей категории трудности на пики Коммунизма и России.
Участник и руководитель спасательных работ на пике Ленина (1968г), пике Коммунизма (1979г) и пике Москва (1981г). Более 10 лет являлся Председателем тренерского Совета России по альпинизму.
В 1998—2003 годах совершает восхождение на Аляске, Африке, Андах, Австралии, Новой Зеландии и Японии. В 60 лет совершил восхождение на высшую точку западного полушария вершину Аконкагуа (5962 м).
Жена — Неворотина (в девичестве Орлова) Лидия Федоровна, воспитали двоих детей — Илью и Анну 1966 г. и 1972 г. рождения. Воспитывают внучку Сашу Неворотину.
Увлекается фотографией природы, гор и храмовой архитектуры. Создал обширную коллекцию фотографий горных вершин.
Культовые восхождения : Ушба, Эльбрус, Казбек, пик Коммунизма 7495 м, пик Победы 7439 м, пик Ленина 7134 м, пик Хан-тенгри 7105 м, Мак Кинли, Килиманджаро, Аконкагуа, Арарат, Чимборазо, Котопахи, Маунт Кук, Фудзияма, Манарага, Ключевская, Народная .